# Montboyer
Montboyer település Franciaországban, Charente megyében. Lakosainak száma 329 fő (2022. január 1.). Montboyer Bellon, Brie-sous-Chalais, Chalais, Courlac, Orival, Saint-Laurent-des-Combes, Saint-Martial, Bors és Montmoreau községekkel határos.

## Népesség
A település népessége az elmúlt években az alábbi módon változott:
| Lakosok száma | 595  | 489  | 440  | 412  | 391  | 388  | 350  | 328  | 323  | 329  |
|               | 1968 | 1982 | 1990 | 2006 | 2013 | 2015 | 2017 | 2019 | 2020 | 2022 |